# کریس ریگی
کریس ریگی (انگلیسی: Chris Riggi؛ زادهٔ ۱۸ سپتامبر ۱۹۸۵) هنرپیشه اهل ایالات متحده آمریکا است. وی از سال ۲۰۰۸ میلادی تاکنون مشغول فعالیت بوده‌است.
از فیلم‌ها یا برنامه‌های تلویزیونی که وی در آن نقش داشته‌است می‌توان به دختر سخن‌چین، دنیای بزرگسالان و مکیدن خون‌آشام اشاره کرد.